# Paltruc
Un paltruc (poltruc, peltruc, poltrú) o bull o donegal és la botifarra cuita més gruixuda. És un embotit fet a partir de la bufeta o de l'intestí gros (paltruc) del porc, farcit de carn de porc capolada i adobada.
Segons el tipus de carn n'hi ha de diferents menes:
- Paltruc negre (anomenat també bisbe negre, o de sang, o bisbot negre): és aquell en què la carn i sang del porc, un cop cuita, agafa un color negre.[3]
- Paltruc blanc (anomenat també bisbe blanc, o bull blanc o bisbot): és aquell en què s'emboteix carn magra i greix sense sang. També s'hi pot posar fetge o llengua anomenant-se, a vegades, de fetge o de llengua.[4]
- Paltruc d'ou: és la variant on el farcit és una barreja de carn magra bullida, greix i ou. Al paltruc d'ou també se l'anomena normalment paltruc blanc.

## Etimologia
Al País Valencià i a una part del territori català se l'anomena bull i al Ripollès, el Gironès, l'Empordà, la Garrotxa, les Guilleries, Osona, al Vallès Oriental, al Maresme i cap a Girona també paltruc. Alguns diuen que el nom bull prové de botulu, el nom llatí que designa la botifarra. D'altres afirmen, però, que com que els seus components són la llengua i altres òrgans interns que costen més de coure, antigament es feien bullir en una olla a foc fort i amb el primer bull abans de fer els embotits. Al Solsonès se l'anomena donegal.